# NGC 5777
NGC 5777 is een spiraalvormig sterrenstelsel in het sterrenbeeld Draak. Het hemelobject werd op 17 april 1789 ontdekt door de Duits-Britse astronoom William Herschel.

## Synoniemen
- UGC 9568
- MCG 10-21-34
- ZWG 296.18
- FGC 1822
- IRAS 14499+5910
- PGC 53043